# ウェス・クレイヴン
ウェス・クレイヴン（Wes Craven、本名：Wesley Earl Craven、1939年8月2日 - 2015年8月30日）はアメリカ合衆国オハイオ州クリーブランド出身の映画監督、脚本家、映画プロデューサー。

## 略歴
ジョンズ・ホプキンス大学卒業後、ウェストミンスター大学とクラークソン大学で教鞭を執った。知人の紹介で映画界に進出した後、編集を経験。1972年に『鮮血の美学』でデビューした。
主にホラー映画、スプラッター映画を撮る。1980年代には『エルム街の悪夢』を、1990年代には『スクリーム』などを監督した。二つの大ヒットシリーズを生み出したほかに、初期の『鮮血の美学』『サランドラ』もカルト的人気があるという代表作豊富な作家で、晩年には作品タイトルにその名が冠せられるほどの重鎮扱いであった。
2015年8月30日、脳腫瘍のため死去。76歳没。

## フィルモグラフィー

### 監督作品
- 鮮血の美学 The Last House on the Left（1972年）- 監督・脚本
- サランドラ The Hills Have Eyes（1977年）- 監督・脚本・編集
- ウェス・クレイヴンの戦慄の夏 Summer Of Fear（1978年）
- インキュバス 死霊の祝福 Deadly Blessing（1981年）- 監督・脚本
- 怪人スワンプ・シング 影のヒーロー Swamp Thing（1982年）- 監督・脚本
- ジェシカ 超次元からの侵略 Invitation to Hell（1984年）
- エルム街の悪夢 A Nightmare on Elm Street（1984年）- 監督・脚本
- サランドラ II The Hills Have Eyes Part II（1985年）- 監督・脚本
- チルド 甦る冷凍人間 Wes Craven's Chiller（1985年）
- デッドリー・フレンド Deadly Friend（1986年）
- Casebusters（1986年）
- ゾンビ伝説 The Serpent and the Rainbow（1988年）
- ショッカー Wes Craven's Shocker（1989年）- 監督・脚本・製作総指揮
- キラー・ビジョン Night Visions（1990年）- 監督・脚本・製作総指揮
- 壁の中に誰かがいる The People Under the Stairs（1992年）- 監督・脚本・製作総指揮
- エルム街の悪夢 ザ・リアルナイトメア Wes Craven's New Nightmare（1994年）- 監督・脚本・製作総指揮・キャラクター創造・出演
- ヴァンパイア・イン・ブルックリン Vampire in Brooklyn（1995年）
- スクリーム Scream（1996年）
- スクリーム2 Scream 2（1997年）
- ミュージック・オブ・ハート Music of the Heart（1999年）
- スクリーム3 Scream 3（2000年）- 監督・出演
- ウェス・クレイヴン's カースド Cursed（2005年）
- パニック・フライト Red Eye（2005年）
- パリ、ジュテーム Paris, je t'aime（2006）- 監督・脚本
- ウェス・クレイヴンズ ザ・リッパー My Soul to Take（2010）- 監督・脚本・製作
- スクリーム4: ネクスト・ジェネレーション Scream 4（2011）- 監督・製作

### プロデュース作品
- Kent State (1981年)
- エルム街の悪夢3 惨劇の館 A Nightmare on Elm Street 3: the Dream Warriors（1987年）- 製作・ストーリー原案・脚本・キャラクター創造
- Laurel Canyon（1994年）
- アウトポスト The Outpost（1995年）
- ウェス・クレイヴンズ ウィッシュマスター Wishmaster（1997年）
- SOULS 死魂 Carnival of Souls（1998年）
- アクロフォビア 高所恐怖症 Don't Look Down（1998年）
- ドラキュリア Dracula 2000（2000年）
- They Shoot Divas, Don't They?（2002年）
- The FEAST/ザ・フィースト Feast（2005年）
- ヒルズ・ハブ・アイズ The Hills Have Eyes（2006年）- 製作・原作
- ファイナル・デッド The Breed（2006年）
- ヒルズ・ハブ・アイズ2 The Hills Have Eyes II（2007年）- 製作・脚本・キャラクター創造
- ラスト・ハウス・オン・ザ・レフト -鮮血の美学- The Last House on the Left（2009年）- 製作・原作
- スクリーム・ガールズ〜最後の絶叫〜 The Girl in the Photographs（2015年）- 製作総指揮

### その他
- エルム街の悪夢2 フレディの復讐 A Nightmare on Elm Street 2: Freddy's Revenge（1985年）- キャラクター創造
- エルム街の悪夢4 ザ・ドリームマスター 最後の反撃 A Nightmare on Elm Street 4:The Dream Master（1989年）- キャラクター創造
- エルム街の悪夢5 ザ・ドリームチャイルド A Nightmare on Elm Street 5:The Dream Child（1989年）- キャラクター創造
- エルム街の悪夢 ザ・ファイナルナイトメア Freddy's Dead: The Final Nightmare（1991年）- キャラクター創造
- フレディVSジェイソン Freddy vs. Jason（2003年）- キャラクター創造
- パルス Pulse（2006年）- 脚本
- エルム街の悪夢 A Nightmare on Elm Street（2010年）- キャラクター創造・原作
- スクリーム Scream（2022年）- For Wes